# Glyphonotus
Glyphonotus is een geslacht van rechtvleugeligen uit de familie sabelsprinkhanen (Tettigoniidae). De wetenschappelijke naam van dit geslacht is voor het eerst geldig gepubliceerd in 1889 door Redtenbacher.

## Soorten
Het geslacht Glyphonotus omvat de volgende soorten:
- Glyphonotus alactaga Miram, 1925
- Glyphonotus alaiensis Miram, 1925
- Glyphonotus coniciplicus Uvarov, 1914
- Glyphonotus ingrischi Garai, 2002
- Glyphonotus sinensis Uvarov, 1939
- Glyphonotus thoracicus Fischer von Waldheim, 1846